# Chrysocharis purpurea
Chrysocharis purpurea is een vliesvleugelig insect uit de familie Eulophidae. De wetenschappelijke naam is voor het eerst geldig gepubliceerd in 1938 door Bukovskii.